# 韮崎站
韮崎站（日语：／ Nirasaki eki */?）是東日本旅客鐵道（JR東日本）中央本線的鐵路車站，位於日本山梨縣韮崎市若宮一丁目。

## 歷史
- 1903年（明治36年）12月15日：開業，為鐵道省的一個車站。
- 1949年（昭和24年）6月1日：成為日本國有鐵道的一個車站。
- 1972年（昭和47年）1月1日：貨運業務停止辦理。
- 1987年（昭和62年）4月1日：國鐵分割民營化，成為東日本旅客鐵道的一個車站。
- 2014年（平成26年）4月1日：本站被编入東京近郊區間，可以使用Suica。

## 車站結構
島式月台1面2線的地面車站。

### 月台配置
| 月台 | 路線     | 方向 | 目的地               |
| ---- | -------- | ---- | -------------------- |
| 西側 | 中央本線 | 下行 | 小淵澤、松本方向     |
| 東側 | 中央本線 | 上行 | 甲府、大月、新宿方向 |

（來源：JR東日本:車站構內圖 （页面存档备份，存于））

## 使用情況
根據JR東日本，2019年度（令和元年度）1日平均上車人次為2,622人。山梨縣內次於甲府站、大月站、上野原站、石和溫泉站排行第5位。
近年推移如下表。
| 上車人次推移       | 上車人次推移     | 上車人次推移    |
| 年度               | 1日平均 上車人次 | 來源            |
| ------------------ | ---------------- | --------------- |
| 2000年（平成12年） | 2,707            | [ 利用客数 2 ]  |
| 2001年（平成13年） | 2,676            | [ 利用客数 3 ]  |
| 2002年（平成14年） | 2,573            | [ 利用客数 4 ]  |
| 2003年（平成15年） | 2,504            | [ 利用客数 5 ]  |
| 2004年（平成16年） | 2,540            | [ 利用客数 6 ]  |
| 2005年（平成17年） | 2,490            | [ 利用客数 7 ]  |
| 2006年（平成18年） | 2,499            | [ 利用客数 8 ]  |
| 2007年（平成19年） | 2,522            | [ 利用客数 9 ]  |
| 2008年（平成20年） | 2,587            | [ 利用客数 10 ] |
| 2009年（平成21年） | 2,576            | [ 利用客数 11 ] |
| 2010年（平成22年） | 2,608            | [ 利用客数 12 ] |
| 2011年（平成23年） | 2,622            | [ 利用客数 13 ] |
| 2012年（平成24年） | 2,621            | [ 利用客数 14 ] |
| 2013年（平成25年） | 2,686            | [ 利用客数 15 ] |
| 2014年（平成26年） | 2,539            | [ 利用客数 16 ] |
| 2015年（平成27年） | 2,540            | [ 利用客数 17 ] |
| 2016年（平成28年） | 2,582            | [ 利用客数 18 ] |
| 2017年（平成29年） | 2,682            | [ 利用客数 19 ] |
| 2018年（平成30年） | 2,678            | [ 利用客数 20 ] |
| 2019年（令和元年） | 2,622            | [ 利用客数 1 ]  |

## 车站周边
- 韮崎市役所
- 韮崎市民交流中心
- 韮崎市立韮崎小學
- 山梨縣立韮崎高等學校
- 韮崎郵政局
- 鹽川
- 釜無川
- 国道20号
- 国道141号
- 中央自動車道

## 相鄰車站
東日本旅客鐵道（JR東日本）
 中央本線
鹽崎（CO 45）－韮崎（CO 46）－新府（CO 47）

### 使用情況
1. 1 2  . 東日本旅客鉄道.   [2020-07-10]. （原始内容存档于2020-07-10）.
2. ↑  . 東日本旅客鉄道.   [2019-04-18]. （原始内容存档于2019-03-28）.
3. ↑  . 東日本旅客鉄道.   [2019-04-18]. （原始内容存档于2019-03-28）.
4. ↑  . 東日本旅客鉄道.   [2019-04-18]. （原始内容存档于2019-03-28）.
5. ↑  . 東日本旅客鉄道.   [2019-04-18]. （原始内容存档于2019-03-28）.
6. ↑  . 東日本旅客鉄道.   [2019-04-18]. （原始内容存档于2019-03-28）.
7. ↑  . 東日本旅客鉄道.   [2019-04-18]. （原始内容存档于2019-03-28）.
8. ↑  . 東日本旅客鉄道.   [2019-04-18]. （原始内容存档于2019-03-28）.
9. ↑  . 東日本旅客鉄道.   [2019-04-18]. （原始内容存档于2019-03-28）.
10. ↑  . 東日本旅客鉄道.   [2019-04-18]. （原始内容存档于2019-03-28）.
11. ↑  . 東日本旅客鉄道.   [2019-04-18]. （原始内容存档于2019-03-28）.
12. ↑  . 東日本旅客鉄道.   [2019-04-18]. （原始内容存档于2019-03-28）.
13. ↑  . 東日本旅客鉄道.   [2019-04-18]. （原始内容存档于2019-03-28）.
14. ↑  . 東日本旅客鉄道.   [2019-04-18]. （原始内容存档于2019-03-22）.
15. ↑  . 東日本旅客鉄道.   [2019-04-18]. （原始内容存档于2016-03-04）.
16. ↑  . 東日本旅客鉄道.   [2019-04-18]. （原始内容存档于2019-03-22）.
17. ↑  . 東日本旅客鉄道.   [2019-04-18]. （原始内容存档于2019-03-22）.
18. ↑  . 東日本旅客鉄道.   [2019-04-18]. （原始内容存档于2019-03-22）.
19. ↑  . 東日本旅客鉄道.   [2019-04-18]. （原始内容存档于2019-03-22）.
20. ↑  . 東日本旅客鉄道.   [2019-07-10]. （原始内容存档于2019-07-05）.

## 外部連結
- 車站資訊（韮崎）：東日本旅客鐵道